# Savezne države Meksika
Meksiko je federalna republika koja se sastoji od 31 savezne države i jednog federalnog distrikta (México, D. F.).
Prema Ustavu iz 1917. godine navodi se da su federacije slobodne i suverene. Svaka država ima svoj kongres i ustav, dok federalni distrikt ima samo ograničenu autonomiju s lokalnim kongresom i vladom. Teritorij federalnog distrikta, poznatiji po nazivom Mexico City, služi kao područje glavnom grada države.

## Administrativna podjela

### Federalni distrikt
| Naziv            | Službeno ime     | Zastava | Površina  | Stanovništvo (2010.) | Datum osnivanja    |
| ---------------- | ---------------- | ------- | --------- | -------------------- | ------------------ |
| Ciudad de México | Distrito Federal |         | 1.485 km2 | 8.720.916            | 18. studenog 1824. |

### Savezne države
| Federalna republika | Službeno ime: Estado Libre y Soberano de: | Zastava | Središte                  | Najveći grad              | Površina    | Stanovništvo (2010.) | Redoslijed upisa u Federaciju | Datum prijema u Federaciju |
| ------------------- | ----------------------------------------- | ------- | ------------------------- | ------------------------- | ----------- | -------------------- | ----------------------------- | -------------------------- |
| Aguascalientes      | Aguascalientes                            |         | Aguascalientes            | Aguascalientes            | 5.618 km2   | 1.184.996            | 24                            | 2. veljače 1857.           |
| Baja California     | Baja California                           |         | Mexicali                  | Tijuana                   | 71.446 km2  | 3.155.070            | 29                            | 16. siječnja 1952.         |
| Baja California Sur | Baja California Sur                       |         | La Paz                    | La Paz                    | 73.922 km2  | 637.026              | 31                            | 8. listopada 1974.         |
| Campeche            | Campeche                                  |         | San Francisco de Campeche | San Francisco de Campeche | 57.924 km2  | 822.441              | 25                            | 29. travnja 1863.          |
| Chiapas             | Chiapas                                   |         | Tuxtla Gutiérrez          | Tuxtla Gutiérrez          | 73.289 km2  | 4.796.580            | 19                            | 14. rujna 1824.            |
| Chihuahua           | Chihuahua                                 |         | Chihuahua                 | Ciudad Juárez             | 247.455 km2 | 3.406.465            | 18                            | 6. srpnja 1824.            |
| Coahuila1 4         | Coahuila de Zaragoza                      |         | Saltillo                  | Torreón                   | 151.563 km2 | 2.748.391            | 16                            | 7. svibnja 1824.           |
| Colima6             | Colima                                    |         | Colima                    | Manzanillo                | 5.625 km2   | 650.555              | 23                            | 12. rujna 1856.            |
| Durango             | Durango                                   |         | Victoria de Durango       | Victoria de Durango       | 123.451 km2 | 1.632.934            | 17                            | 22. svibnja 1824.          |
| Guanajuato          | Guanajuato                                |         | Guanajuato                | León                      | 30.608 km2  | 5.486.372            | 2                             | 20. prosinca 1823.         |
| Guerrero            | Guerrero                                  |         | Chilpancingo de los Bravo | Acapulco                  | 63.621 km2  | 3.388.768            | 21                            | 27. listopada 1849.        |
| Hidalgo             | Hidalgo                                   |         | Pachuca                   | Pachuca                   | 20.846 km2  | 2.665.018            | 26                            | 16. siječnja 1869.         |
| Jalisco             | Jalisco                                   |         | Guadalajara               | Guadalajara               | 78.599 km2  | 7.350.682            | 9                             | 23. prosinca 1823.         |
| México              | México                                    |         | Toluca de Lerdo           | Ecatepec de Morelos       | 22.357 km2  | 15.175.862           | 1                             | 20. prosinca 1823.         |
| Michoacán           | Michoacán de Ocampo                       |         | Morelia                   | Morelia                   | 58.643 km2  | 4.351.037            | 5                             | 22. prosinca 1823.         |
| Morelos             | Morelos                                   |         | Cuernavaca                | Cuernavaca                | 4.893 km2   | 1.777.227            | 27                            | 17. travnja 1869.          |
| Nayarit             | Nayarit                                   |         | Tepic                     | Tepic                     | 27.815 km2  | 1.084.979            | 28                            | 26. sijčnja 1917.          |
| Nuevo León4         | Nuevo León                                |         | Monterrey                 | Monterrey                 | 64.220 km2  | 4.653.458            | 15                            | 7. svibnja 1824.           |
| Oaxaca              | Oaxaca                                    |         | Oaxaca de Juárez          | Oaxaca de Juárez          | 93.793 km2  | 3.801.962            | 3                             | 21. prosinca 1823.         |
| Puebla              | Puebla                                    |         | Puebla de Zaragoza        | Puebla de Zaragoza        | 34.290 km2  | 5.779.829            | 4                             | 21. prosinca 1823.         |
| Querétaro           | Querétaro de Arteaga                      |         | Santiago de Querétaro     | Santiago de Querétaro     | 11.684 km2  | 1.827.937            | 11                            | 23. prosinca 1823.         |
| Quintana Roo        | Quintana Roo                              |         | Chetumal                  | Cancún                    | 42.361 km2  | 1.325.578            | 30                            | 8. listopada 1974.         |
| San Luis Potosí     | San Luis Potosí                           |         | San Luis Potosí           | San Luis Potosí           | 60.983 km2  | 2.585.518            | 6                             | 22. prosinca 1823.         |
| Sinaloa             | Sinaloa                                   |         | Culiacán                  | Culiacán                  | 57.377 km2  | 2.767.761            | 20                            | 14. listopada 1830.        |
| Sonora2             | Sonora                                    |         | Hermosillo                | Hermosillo                | 179.503 km2 | 2.662.480            | 12                            | 10. siječnja 1824.         |
| Tabasco5            | Tabasco                                   |         | Villahermosa              | Villahermosa              | 24.738 km2  | 2.238.603            | 13                            | 7. veljače 1824.           |
| Tamaulipas4         | Tamaulipas                                |         | Ciudad Victoria           | Reynosa                   | 80.175 km2  | 3.268.554            | 14                            | 7. veljče 1824.            |
| Tlaxcala            | Tlaxcala                                  |         | Tlaxcala                  | Vicente Guerrero          | 3.991 km2   | 1.169.936            | 22                            | 9. prosinca 1856.          |
| Veracruz            | Veracruz de Ignacio de la Llave           |         | Xalapa                    | Veracruz                  | 71.820 km2  | 7.643.194            | 7                             | 22. prosinca 1823.         |
| Yucatán3            | Yucatán                                   |         | Mérida                    | Mérida                    | 39.612 km2  | 1.955.577            | 8                             | 23. prosinca 1823.         |
| Zacatecas           | Zacatecas                                 |         | Zacatecas                 | Zacatecas                 | 75.539 km2  | 1.490.668            | 10                            | 23. prosinca 1823.         |

1. Pridružila se federaciji pod imenom Coahuila y Tejas.
2. Pridružila se federaciji pod imenom Estado de Occidente također poznata kao Sonora y Sinaloa.
3. Pridružila se federaciji pod imenom República Federada Yucatan od nje formirane sadašnje države Yucatan, Quintana Roo i Campeche. Postala neovisna 1841. konstituiranjem druge Republike Yucatan i definitivno se pridružila 1848.
4. Države Nuevo León, Tamaulipas i Coahuila de facto su postale neovisne 1840.
5. Država Tabasco odcijepila se od Meksika u dva navrata, prvi puta 13. veljače 1841. i opet 9. studenog 1846. godine.
6. Uključuje udaljene Revillagigedo otoke.